# Паук (телесериал)
«Пау́к» (рабочее название — «Гознак») — российский восьмисерийный детективный телесериал режиссёра Евгения Звездакова, снятый в 2015 году.
Сериал является вольным продолжением телесериалов «Мосгаз» 2012 года, «Палач» 2014 года, и третьим по счёту о следователе Черкасове. Вплоть до премьеры картина анонсировалась под рабочим названием «Гознак». Следующий фильм серии — «Шакал».
Это первый фильм из цикла сериалов о майоре Черкасове, где сценарий не был написан Зоей Кудря.

## Сюжет
Действие картины разворачивается осенью 1967 года, в канун 50-летия Октябрьской революции. В столичных парках орудует маньяк, убивающий девушек-моделей и затем оставляющий их трупы под красным шёлком возле памятников В. И. Ленину. Подозрение падает на живущего в Москве американского журналиста Майкла Коттэма, которым заинтересован КГБ, а также на нескольких работников «Дома моделей одежды», в том числе — закройщика Феликса Капустина. К делу маньяка подключают сотрудника КГБ по имени Роберт Лебедев, который склоняется к первому подозреваемому, настаивая на политико-идеологическом характере преступлений. Черкасов же всё больше придерживается второй версии, тем более, что материал, которым накрываются трупы, доступен лишь в швейной мастерской Ларисы Капустиной.
Тем временем, некие братья-акробаты Чиковани совершают ограбление из Гознака Государственного банка СССР и похищают оттуда 1,5 миллиона рублей (2 миллиона долларов в историческом эквиваленте), весьма затрудняя работу органов. Люди Роберта задерживают заведующую знаковой экспертизой, но Черкасов склоняется к совершенно иной трактовке. Он отправляет свою подругу, лейтенанта милиции Соню Тимофееву, работать в «Дом моделей одежды» под прикрытием с целью взятия следа, и в скором времени понимает, что обе зацепки связаны одной нитью, ведущей к матери-одиночке по имени Регина… которую вскоре «убирают».

## В ролях
- Андрей Смоляков — Иван Черкасов, майор милиции, начальник убойного отдела МУРа
- Марина Александрова — Софья Тимофеева, старший лейтенант милиции, эксперт-криминалист убойного отдела МУРа
- Алексей Бардуков — Алексей Гаркуша, старший лейтенант милиции, оперуполномоченный убойного отдела МУРа
- Юрий Тарасов — Никита Пожидаев, майор милиции, заместитель начальника убойного отдела МУРа
- Вадим Андреев — Фёдор Саблин, полковник милиции, начальник МУРа
- Луиза Мосендз — Зинаида Кац, судмедэксперт МУРа
- Анастасия Фурса — Настя, оперуполномоченный убойного отдела МУРа
- Денис Курочка — Алик Фатьянов, фотограф-криминалист
- Филипп Гуревич — Василий Иванцов, лейтенант милиции, оперуполномоченный убойного отдела МУРа
- Сергей Угрюмов — Роберт Лебедев, подполковник, заместитель начальника следственного отдела Пятого управления КГБ СССР
- Роман Индык — Гусев, старший лейтенант, адъютант Лебедева
- Иван Волков — Кирилл Протасов, майор, старший следователь следственного отдела Второго главного управления КГБ СССР
- Анна Легчилова — Нина Черняга, заведующая лабораторией Гознака Госбанка СССР
- Родион Нахапетов — Сергей Скуратов, заведующий отделом кадров Московского Дома моделей одежды
- Сергей Годин — Георгий Чиковани, цирковой акробат
- Марк Богатырёв — Давид Чиковани, цирковой акробат
- Каролина Грушка — Регина Оленева, манекенщица Московского Дома моделей одежды (озвучивание — Анна Банщикова)
- Андрис Лиелайс — Майкл Коттэм, американский журналист
- Петар Зекавица — Джим, атташе Посольства США в СССР, сопроводитель Коттэма
- Елена Данова — жена Коттэма
- Даниэла Стоянович — Маргарита Карпухина, жена Ивана Черкасова, мать Славика
- Денис Бургазлиев — Олег Карпухин, бывший муж Маргариты и отец Славика
- Александр Дробитько — Слава Карпухин
- Владимир Юматов — Григорий Чудовский, журналист, главный редактор газеты «Советская трибуна», фронтовой друг Черкасова
- Мария Андреева — Оксана Демидова, журналист газеты «Советская трибуна»
- Юрий Чурсин — Станислав Шелест, художник
- Дмитрий Астрахан — Рудников по прозвищу «Маэстро», художник-модельер Московского Дома моделей одежды
- Александр Молочников — Сергей Волчков, ассистент художника-модельера Московского Дома моделей одежды
- Екатерина Волкова — Александра Петрова по прозвищу «Алекс», манекенщица Московского Дома моделей одежды
- Софья Синицына — Ксения Захарченко, манекенщица Московского Дома моделей одежды
- Марина Петренко — Даша Белых, манекенщица Московского Дома моделей одежды
- Галина Шевякова — Лариса Капустина, заведующая ателье Московского Дома моделей одежды, мать Феликса Капустина
- Григорий Калинин — Феликс Капустин, закройщик ателье Московского Дома моделей одежды, сын Ларисы
- Юрий Воробьёв — вахтёр Московского Дома моделей одежды
- Валентина Ананьина — уборщица Московского Дома моделей одежды
- Вячеслав Жолобов — Юрий Андропов, генерал армии, Председатель КГБ СССР
- Андрей Лебедев — врач Андропова
- Ирина Фролова — Екатерина Фурцева, Министр культуры СССР
- Ольга Лапшина — Елена Куняева, соседка Скуратова, бывшая уборщица лаборатории Гознака Госбанка СССР
- Игорь Филиппов — Александр Юдин, генерал-майор, начальник Пятого управления КГБ СССР
- Валерий Якупов — Васько, свидетель-дружинник
- Любовь Кондрашова — бабушка-свидетельница «с оптическим прицелом»
- Дмитрий Панфилов — Касаткин, валютчик
- Игорь Хрипунов — Цахес, шулер
- Евгений Атарик — Кудрявцев, таксист
- Леся Кудряшова — «громкая баба»
- Андрей Лукьянов — Лев Сергеевич, крупный чиновник
- Нина Антюхова — соседка Черкасова
- Ольга Сарычева — телефонистка-работница почты в Расторгуево

## Критика
Кинокритик Ирина Павлова в «Санкт-Петербургских ведомостях», сравнивая «Паука» с предыдущими двумя телесериалами, отметила значительное снижение качества, одной из причин которого она назвала отсутствие внятного сценария. Она также отметила, что коллектив сценаристов, который работал над сериалом, по её мнению, не сумел связать концы с концами в сюжете и вообще не представлял себе реалий той эпохи, и что «Евгений Звездаков, совершенно очевидно, ни в фактурах времени, ни в истории про Паука ничего не понимает. Ни одного мотива поступков героев он толком не может объяснить, заставляя нас всё принимать на веру».
Тем не менее сериал сказался в целом положительно на целевой аудитории в дни премьерного показа, собравшего за первые два дня больше просмотров, чем его предшественник — «Палач».